# Công nghệ y sinh học
Công nghệ Y sinh học (Biomedical Technology) hay Kỹ thuật y sinh (Biomedical Engineering) là một lĩnh vực đa ngành, nó kết hợp những kiến thức khoa học về kỹ thuật, sinh học và y học.
Công nghệ Y Sinh học tích hợp các lĩnh vực khoa học kỹ thuật với khoa học về y sinh học và ứng dụng lâm sàng, nhằm phát triển và đưa ra các giải pháp công nghệ để cải thiện điều kiện sức khỏe của con người.
Công nghệ y sinh học bao hàm những nhánh nghiên cứu và ứng dụng cụ thể như sau:
1. Cập nhật các kiến thức mới và tìm hiểu các hệ thống cơ thể sống thông qua các nghiên cứu ứng dụng, thực nghiệm và các kỹ thuật phân tích, dựa trên cơ sở các lĩnh vực Khoa học kỹ thuật.
2. Sử dụng các kiến thức về kỹ thuật, y học và sinh học, để nghiên cứu phát triển những thiết bị, công cụ, thuật toán, quy trình và hệ thống mới, để cải tiến hoặc đưa ra các giải pháp phân tích, chẩn đoán và điều trị bệnh hiệu quả hơn, chính xác hơn và an toàn hơn.